# 司法体系
司法体系是一个由司法機關（法院）、執法機構（警察局）、控方和辩护律师和监狱組成的一系列系统，在某些国家，司法体系代表着崇高的精神。通常，一个国家与司法体系相同地位的有行政体系。